# Reichsheim (Hyki Kolonia) (gmina)
Gmina Reichsheim (Hyki Kolonia) (niem. Landgemeinde Reichsheim (Hyki Kolonia)) – dawna gmina wiejska funkcjonująca w latach 1940–1944 (de facto do 1945) pod okupacją niemiecką w Polsce. Siedzibą gminy była miejscowość Reichsheim (Hyki Kolonia) (obecna nazwa to Sarnów).
Gmina Reichsheim (Hyki Kolonia) funkcjonowała przejściowo podczas II wojny światowej w powiecie Debica (dębickim) w Generalnym Gubernatorstwie. Utworzona została przez hitlerowców głównie z obszaru znieisonej gminy Tuszów Narodowy ze zniesionego powiatu mieleckiego.
W skład gminy Reichsheim (Hyki Kolonia) weszło 9 gromad (liczba mieszkańców z 1943 roku): 
- Chorzelów (1576 mieszkańców)
- Czajkowa (684 mieszkańców)
- Grochowe (658 mieszkańców)
- Jaślany (1020 mieszkańców)
- Malinie (873 mieszkańców)
- Pluty (131 mieszkańców)
- Trześń (500 mieszkańców)
- Tuszów Kolonia (799 mieszkańców)
- Tuszów Narodowy (799 mieszkańców)

W 1943 gmina Reichsheim (Hyki Kolonia) liczyła 6349 mieszkańców. Części czterech miejscowości (Chorzelów, Czajkowa, Grochowe i Trześń) włączono do Heeresgutsbezirk Truppenübungsplatz Süd Dęba, natomiast część gromady Trześń weszła także w skład SS-Gutsbezirk Truppenübungsplatz Heidelager.
Gminę zniesiono po wojnie, powracają do stanu administracyjnego z czasów II Rzeczypospolitej, a więc przywracając gminę Tuszów Narodowy.